# Liste der Kulturdenkmäler in Maßweiler
In der Liste der Kulturdenkmäler in Maßweiler sind alle Kulturdenkmäler der rheinland-pfälzischen Ortsgemeinde Maßweiler aufgeführt. Grundlage ist die Denkmalliste des Landes Rheinland-Pfalz (Stand: 14. Dezember 2023).

## Denkmalzonen
| Bezeichnung             | Lage                    | Baujahr | Beschreibung | Bild            |
| ----------------------- | ----------------------- | ------- | --- | --------------- |
| Denkmalzone Josephs-Hof | Hirtenhohlstraße 9 Lage | ab 1801 | Hofanlage; Unterstallhaus, bezeichnet 1864, kleines Wohnhaus, bezeichnet 1801, mit anschließendem stattlichem Wirtschaftsgebäude, zweite Hälfte des 19. Jahrhunderts; Backhaus, davor Brunnen, Stallung | Fotos hochladen |

## Einzeldenkmäler
| Bezeichnung                          | Lage                                                              | Baujahr                                      | Beschreibung | Bild                           |
| ------------------------------------ | ----------------------------------------------------------------- | -------------------------------------------- | --- | ------------------------------ |
| Gasthaus                             | Brunnenplatz 3 Lage                                               | 1878                                         | fünfachsiger Putzbau, bezeichnet 1878 | Fotos hochladen                |
| Friedhofskreuz                       | Friedhofstraße, auf dem Friedhof Lage                             | 1875                                         | Friedhofskreuz, bezeichnet 1875 | weitere Bilder Fotos hochladen |
| Kriegerdenkmal                       | Hauptstraße, Ecke Hintereckstraße Lage                            |                                              | Kriegerdenkmal 1914/18 | weitere Bilder Fotos hochladen |
| Wohnhaus                             | Hauptstraße 19 Lage                                               | 1829                                         | fünfachsiges klassizistisches Wohnhaus, bezeichnet 1829 | Fotos hochladen                |
| Wohnhaus                             | Hauptstraße 25 Lage                                               | 18. Jahrhundert                              | Fachwerkhaus, teilweise massiv, 18. Jahrhundert | weitere Bilder Fotos hochladen |
| Quereinhaus                          | Hauptstraße 27 Lage                                               | 1865                                         | Quereinhaus, Krüppelwalmdachbau, bezeichnet 1865 | weitere Bilder Fotos hochladen |
| Quereinhaus                          | Hirtenhohlstraße 1 Lage                                           | 1836                                         | stattliches Quereinhaus, klassizistischer Putzbau, bezeichnet 1836 | BW                             |
| Quereinhaus                          | Hirtenhohlstraße 5 Lage                                           | 1882                                         | Quereinhaus, historisierender Putzbau, bezeichnet 1882 | Fotos hochladen                |
| Wohnhaus                             | Hirtenhohlstraße 8 Lage                                           | 1886                                         | historisierender Putzbau, bezeichnet 1886 | Fotos hochladen                |
| Katholisches Pfarrhaus               | Luitpoldstraße 13 Lage                                            | 1898/99                                      | Bruchsteinbau, 1898/99 | weitere Bilder Fotos hochladen |
| Katholische Pfarrkirche St. Antonius | Luitpoldstraße 15 Lage                                            | 1898/99                                      | neufrühgotische Sandsteinhalle, 1898/99, Architekt Wilhelm Schulte I., Neustadt an der Weinstraße                                                                                              | weitere Bilder Fotos hochladen |
| Evangelische Pfarrkirche             | Rosenhofstraße 5 Lage                                             | ab 1200                                      | romanischer Turmbau um 1200, frühgotischer Umbau des Turms, spätgotische Sakristei, Schiff 1785/86, neugotische Giebelfront und Treppenturm, 1896                                              | weitere Bilder Fotos hochladen |
| Kneispermühle                        | nördlich des Ortes im Tal der Wallhalb Lage                       | 1844                                         | Stallscheune, Krüppelwalmdachbau, bezeichnet 1844 | BW                             |
| Brücken                              | nördlich des Ortes im Tal der Wallhalb bei der Kneispermühle Lage | erste Hälfte oder Mitte des 19. Jahrhunderts | zwei einbogige Straßenbrücken, erste Hälfte oder Mitte des 19. Jahrhunderts | BW                             |
| Faustermühle                         | südöstlich des Ortes an der Wallhalb Lage                         | 18. Jahrhunderts                             | offene Hofanlage: Wohnhaus, bezeichnet 1836, mit angebauter Mühle, 19. oder 20. Jahrhunderts; altes Hofhaus, Krüppelwalmdachbau, 18. Jahrhunderts, weitere Nebengebäude; bauliche Gesamtanlage | BW                             |
| Wegekreuz                            | westlich des Ortes; Flur Lehnswiese Lage                          | Anfang des 19. Jahrhunderts                  | Wegekreuz, Anfang des 19. Jahrhunderts | Fotos hochladen                |
| Wohnhaus                             | Hitscherhof, Nr. 2 Lage                                           | 1875                                         | fünfachsiges Wohnhaus einer Hofanlage, bezeichnet 1875 | Fotos hochladen                |
| Hofanlage                            | Hitscherhof, Nr. 3 Lage                                           | 1839                                         | Hofanlage; stattlicher Putzbau, bezeichnet 1839, 1925 villenartig erweitert, stattliche Wirtschaftsgebäude, bezeichnet 1848                                                                    | Fotos hochladen                |